# Arcangelo Giani
Arcangelo Giani (Florencia, 1553-Florencia, 24 de diciembre de 1623) fue un presbítero y teólogo italiano perteneciente a la Orden de los Servitas.

## Biografía
Giani nació en una familia noble y a los 10 años eligió el hábito religioso y desde ese momento se vio sujeto a todas las privaciones que le impuso la regla que había elegido el resto de su vida, la orden de los servitas fundada en Florencia en 1233.
Después de terminar sus estudios con el padre servita Arcangelo Bruscoli (1512-1574) , su tío (autor Bruscoli de "Tractaus varii spectantes ad Logicam & Physicam"; "Prediche quaresimal, ed annuali"; "Dilucidazioni sopra il Decalogo desse in Ragusi"; "Lezioni sopra il simbolo apostolico"; "Commentaria in Genesim"; "Lectiones plures de Verbis Domini") , se aplica en teología, e hizo progresos remarcables, y cumplió con distinción los principales empleos de su Orden y fue nombrado vicario general y protonotario apostólico por la Toscana.
Como escritor, destaca su afabilidad y erudición en sus trabajos literarios, sobre todo los ascéticos y fue hecho decano de la facultad de teología, y también entregado a la constante oración y llegó a ser un buen humanista, excelente filósofo y consumado teólogo.

## Obras
- Vera origine del sacro ordine de servi di Santa Maria, Florence, 1591, in-4º.
- Catalogus vivorum clarorum collegii universitatis theologicae florentinae, Florence, 1614, in-4º.
- Annales ordinis fratrum servorum B. Mariae, ab anno 1223 usque ad 1610, Florence, 1610, 2 vols. in-folio (erudición y exactitud de esta historia)
- Disertaciones teológicas como De diviná,...,
- Vie du Philippe Benizzi
- Constitutions et reglements de l'universite de Florence
- Tractatum de Caenobiis...
- Partem secunda Annalium, continentem alias duas centurias ab anno 1443 usque ad 1610
- Miracula D. Toscanae Casalensis, que collegit
- Opus super regulans sui ordinis a Martino III
- Otras